# Adventures of Mana
Adventures of Mana est un jeu vidéo d'action-RPG développé et publié par Square Enix le 4 février 2016 sur smartphone Android et iOS dans le monde entier. Une version PlayStation Vita est également  lancée le même jour au Japon et en juin 2016 en Amérique du Nord et en Europe. C'est un remake en trois dimensions du jeu Game Boy de 1991, Mystic Quest, le premier jeu de la série Mana.

## Accueil
- Jeuxvideo.com : 18/20[1]
- Hardcore Gamer : 2,5/5[2]
- Pocket Gamer : 7/10[3]
- TouchArcade : 4.5/5[4]